# Tortugada

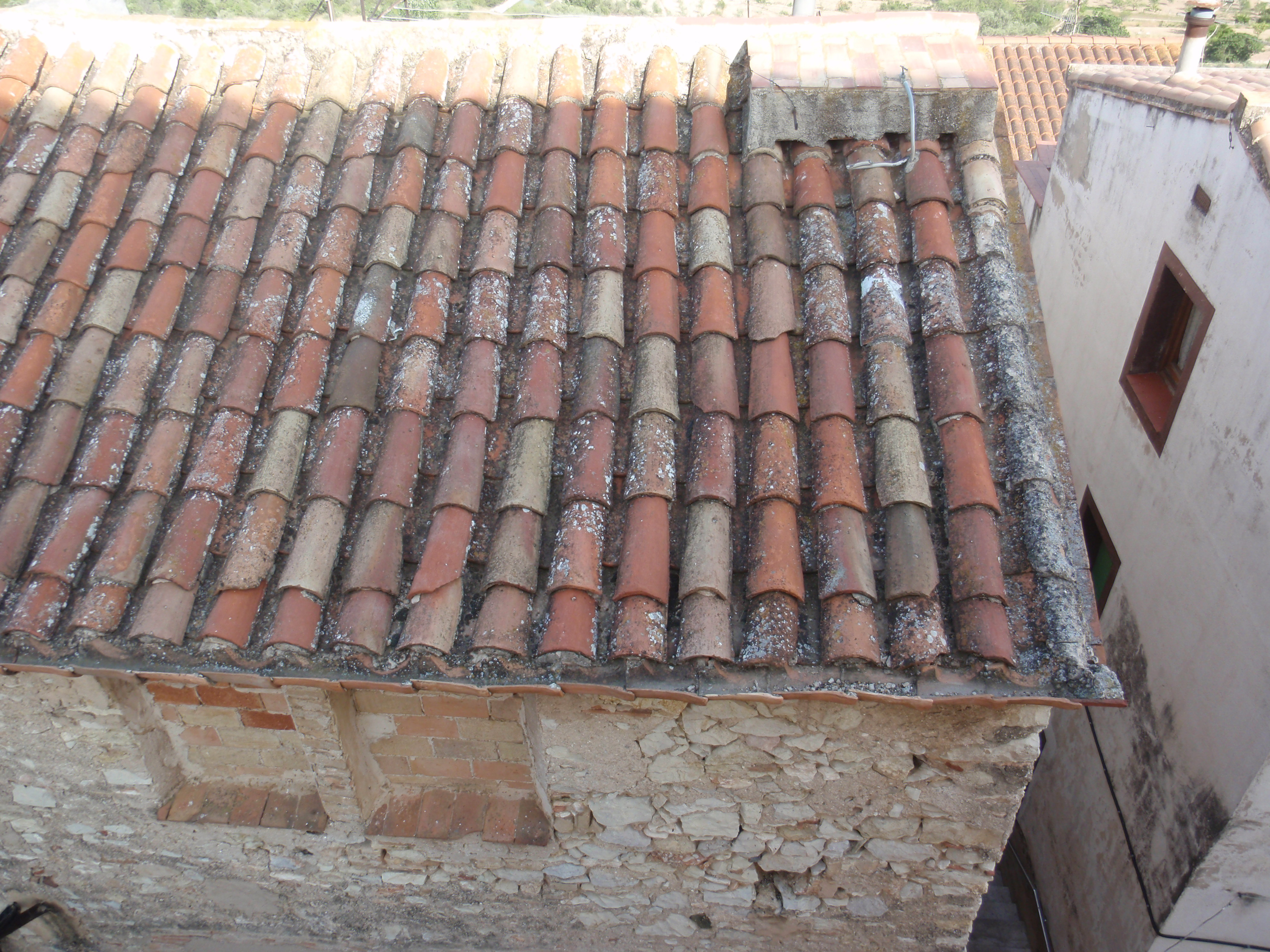
Tortugada al peu d'un vessant de teulada. Mas de Barberans, Montsià.

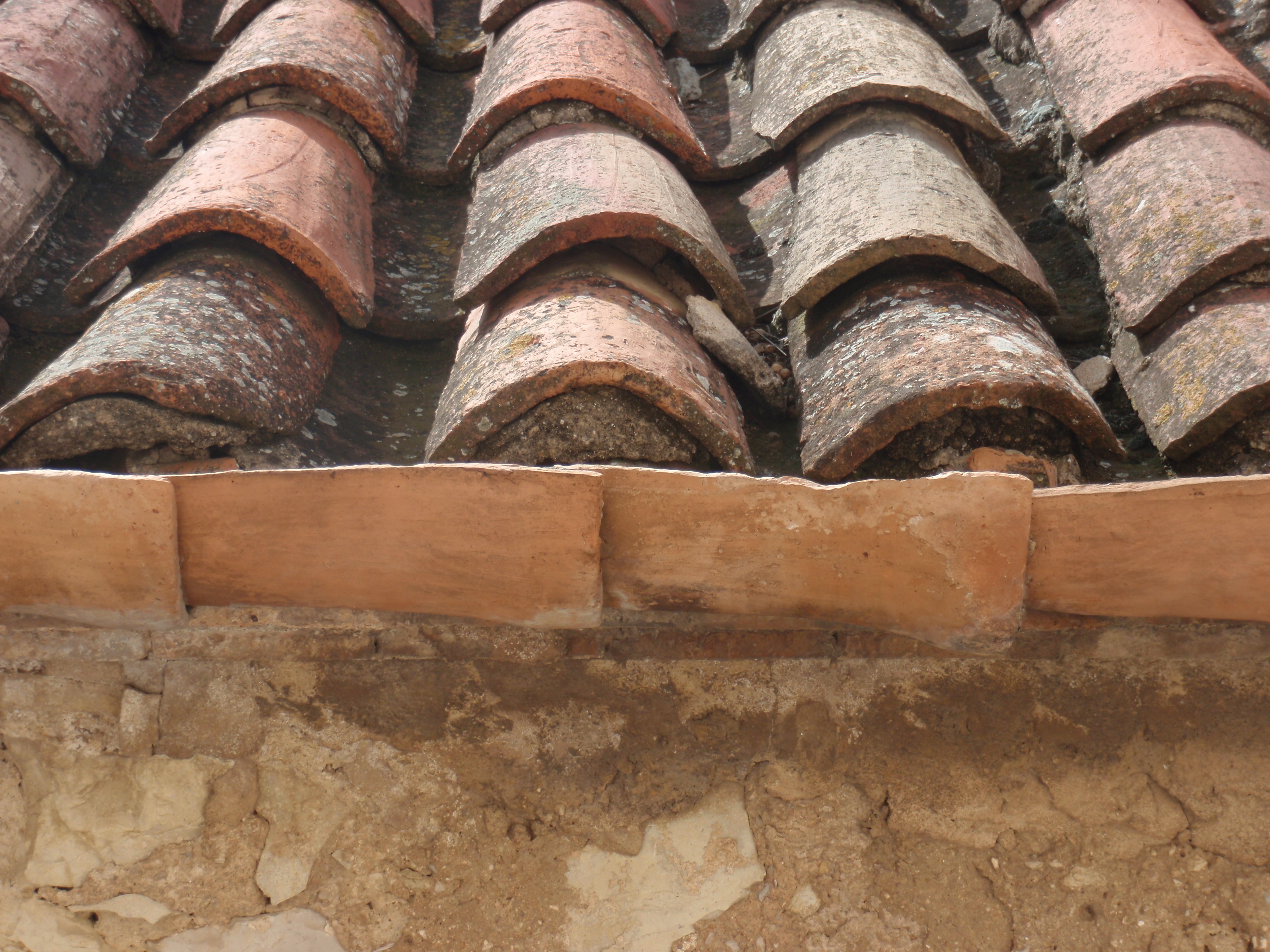
Tortugada, detall de les «tortugues» que formen la canalera. Mas de Barberans, Montsià.

La tortugada és una canalera feta de tortugues (teules de tortuga) que es posa al capdavall d'un vessant de teulada i tot al llarg d'aquesta per a rebre’n l'aigua de pluja i conduir-la a una canonada.
La tortuga és una teula més encorbada que les ordinàries que té la planta en forma de T, la qual cosa permet de col·locarla a l'extrem d'una filera de teules i formar la canalera al peu del pendent.
En les teulades, per a fer els aigafons es fan servir teules anomenades canaló amb aleta o sense. Els d'aleta tenen un sortint pla a fi de poder ser subjectats per les teules finals d'intersecció de l'aiguafons i es fan servir també, a mode de tortugada, en les canaleres de façana, però no són tant fiables. Els canalons sense aleta s'han de subjectar mitjançant la infraestructura constructiva de l'aiguafons i no es poden fer servir en els ràfecs de façana.
Les tortugues, i conseqüentment les teules tortugues, poden ser dreta o esquerra segons el costat del vessant en la direcció d'aigües avall.
Per a fer correctament una canalera de tortugues, calen peces especials:
- Lligam de la canonada de desguàs, que pot ser: dreta o esquerra i (en ambdós casos) terminal o intermediari.
- Gàrgola que igualment pot ser: dreta o esquerra i (en ambdós casos) terminal o intermediària.